# Uruguayaans rugbyteam (mannen)
Het Uruguayaans rugbyteam is een team van rugbyers dat Uruguay vertegenwoordigt in internationale wedstrijden.

## Geschiedenis
De eerste interland die Uruguay speelde was pas in 1948, toen ze van Paraguay verloren. In de jaren hierna speelden ze maar weinig en verloren vaak. Vanaf de jaren zeventig ging het wat beter met het Uruguayaans rugbyteam. Het team ging geleidelijk aan steeds meer spelen en ook winnen. In de jaren 90 speelden ze zelfs een aantal keer tegen de Europese toplanden. De kwalificatie voor het wereldkampioenschap rugby 1999 in Wales was een groot succes voor het land. Ondanks dat ze maar één overwinning konden aantekenen groeide de populariteit van de sport snel in eigen land. Sedertdien is het land regelmatig van de partij op het WK. Het wist evenwel nog nooit de groepsfase te overleven.

## Wereldkampioenschappen
Uruguay heeft aan vier wereldkampioenschap deelgenomen.
- WK 1987: niet uitgenodigd
- WK 1991: niet gekwalificeerd
- WK 1995: niet gekwalificeerd
- WK 1999: eerste ronde (één overwinning)
- WK 2003: eerste ronde (één overwinning)
- WK 2007: niet gekwalificeerd
- WK 2011: niet gekwalificeerd
- WK 2015: eerste ronde (geen overwinning)
- WK 2019: eerste ronde (één overwinning)